# Veronica barrelieri
Veronica barrelieri là một loài thực vật có hoa trong họ Mã đề. Loài này được Schott ex Roem. & Schult. miêu tả khoa học đầu tiên năm 1817.